# Zbigniew Sadlej
Zbigniew Sadlej (ur. 13 grudnia 1961 w Jarosławcu) – polski lekkoatleta chodziarz, mistrz Polski.

## Osiągnięcia
Pięciokrotnie startował w Pucharze Świata w chodzie. W PŚ w 1985 w St. John's wystąpił w chodzie na 50 kilometrów, w którym zajął 35. miejsce. W kolejnych edycjach startował w chodzie na 20 km, osiągając następujące rezultaty: PŚ w 1987 w Nowym Jorku – 46. miejsce, PŚ w 1989 w L'Hospitalet – 30. miejsce, PŚ w 1991 w San Jose – 32. miejsce, PŚ w 1993 w Monterrey – 33. miejsce.
Był mistrzem Polski w chodzie na 20 km w 1989, wicemistrzem w 1991 oraz brązowym medalistą w 1987 i 1988. W 1984 zajął w tej konkurencji 4. miejsce. Był zawodnikiem Wawelu Kraków.

## Rekordy życiowe
- chód na 5000 metrów (bieżnia) – 19:37,19 (10 czerwca 1992, Warszawa[2]) – 20. wynik w historii polskiej lekkoatletyki
- chód na 20 000 metrów (bieżnia) – 1:26:30,2 (28 kwietnia 1989, Bergen)[3]
- chód na 10 kilometrów (szosa) – 40:27 (30 kwietnia 1989, Bergen[2]) – 18. wynik w historii polskiej lekkoatletyki
- chód na 20 kilometrów (szosa) – 1:23:38 (2 września 1989, Gdańsk)[4]
- chód na 50 kilometrów (szosa) – 4:21:44 (5 października 1991, Wiedeń)[5]